# 110296 Luxor
110296 Luxor è un asteroide della fascia principale. Scoperto nel 2001, presenta un'orbita caratterizzata da un semiasse maggiore pari a 2,7946466 au e da un'eccentricità di 0,0653564, inclinata di 4,85431° rispetto all'eclittica.